# Смітсонівський музей американського мистецтва
Смітсо́нівський музей американського мисте́цтва (англ. Smithsonian American Art Museum, скорочено SAAM) — розташований у центрі м. Вашингтон, США на Національній алеї і є невід'ємною частиною Смітсо́нівського інституту. Цей музей разом з іншою смітсонівською установою — Національною портретною галереєю — розташований в старому будинку патентного бюро, який тепер називається на честь мецената Дональда Рейнольдса, який подарував його Смітсонівському інституту: Центр американського мистецтва і портрету ім. До́нальда Ре́йнольдса (англ. The Donald W. Reynolds Center for American Art and Portraiture). Колекція експонатів Смітсоніанського музею колосальна. Це домівка для неймовірно розмаїтного набору артефактів: гігантських статуй Будди, старовинних рукописів, отруйних стріл з Нової Гвінеї, оздоблених коштовними каменями ножів та навіть каяка, змайстрованого з китового вуса.

## Історія
Заснований в 1829 році Джоном Варденом, мешканцем Вашингтону, який запропонував створити міський музей для зберігання своєї колекції європейського живопису. Спочатку ця колекція була виставлена в кімнаті, прибудованій до його будинку, розташованому неподалік від капітолія. У 1841 році колекція Вардена була виставлена в новій будівлі Патентного відомства, де нині знаходиться музей.
У 1906 році Гаррієт Лейн, племінниця 15-го президента США Джеймса Бьюкенена, змусила федеральний суд прийняти важливе рішення про визнання колекцій Смітсонівського інституту Національною галереєю мистецтв. Прийняття цієї назви означало, що до колекції почали надходити великі пожертви. Серед них колекція Джона Геллатлі та картини американських імпресіоністів і пейзажистів барбізонської школи.
Коли в 1937 році за ініціативи Конгресу було засновано Національну галерею мистецтв, колишній музей з такою назвою змінив її на Національну колекцію образотворчого мистецтва. Під такою назвою заклад працював до 1968 року.